# Molophilus (Molophilus) lobiferus
Molophilus (Molophilus) lobiferus is een tweevleugelige uit de familie steltmuggen (Limoniidae). De soort komt voor in het Palearctisch gebied.